# Mbwana Ally Samatta
Mbwana Samatta, né le 23 décembre 1992 à Dar es Salam, est un footballeur international tanzanien qui évolue au poste d'attaquant au Havre AC.

## Biographie
Mbwana Ally Samatta est le sixième d'une famille de sept enfants, fils de policier.
Il évolue à l'African Lyon FC lorsqu'à l'âge de 18 ans il est repéré par l'entraîneur zambien Patrick Phiri du Simba SC, où il inscrit 13 buts en 25 matchs. L'année 2011 voit ses premières sélections en équipe nationale, et il rejoint ainsi le Tout Puissant Mazembe, alors l'un des meilleurs clubs du continent.
En 2015, entraîné par Patrice Carteron, il remporte le Ligue des champions africaine en terminant meilleur buteur de la compétition avec huit buts inscrits. La finale de la compétition se joue en match aller-retour. Il inscrit un but à l'aller ainsi qu'un autre au retour (tous deux sur penaltys) ce qui permet à son équipe de remporter la finale de la compétition contre l'USM Alger sur un score cumulé de 4-1.
Il est le premier Tanzanien à remporter le trophée de meilleur joueur opérant en Afrique en 2015 de la Confédération africaine de football.
Il signe un contrat de quatre ans et demi au KRC Genk le 29 janvier 2016. Il porte le maillot du club belge pendant quatre ans, durant lesquels il remporte un championnat et une Supercoupe de Belgique, et inscrit 75 buts en 191 matchs toutes compétitions confondues.
Le 20 janvier 2020, Samatta s'engage pour quatre ans et demi avec Aston Villa. Il ne reste qu'une demi-saison en Angleterre durant laquelle il inscrit deux buts en seize matchs. Le 25 septembre 2020, il quitte Aston Villa pour rejoindre en prêt le Fenerbahçe SK. Il s'engage définitivement en Turquie avant d'être prêté pour une saison au Royal Antwerp en septembre 2021.
Le 16 août 2022, il effectue son retour au KRC Genk en provenance de Fenerbahçe SK pour un prêt d'une saison, au terme duquel une option d'achat peut être activée. Il s'engage finalement un an plus tard avec le PAOK Salonique. 
En août 2025, libre de tout contrat, il s'engage pour une saison avec Le Havre AC. 

## Palmarès

### En club
- TP Mazembe
  - Vainqueur de la Ligue des champions africaine en 2015.
  - Champion de République démocratique du Congo en 2011, 2012, 2013 et 2014.
  - Vainqueur de la Supercoupe de République démocratique du Congo en 2013 et 2014.
  - Finaliste de la Coupe de la confédération en 2013.

- KRC Genk
  - Champion de Belgique en 2019.
  - Vice-champion de Belgique en 2023.
  - Vainqueur de la Supercoupe de Belgique en 2019.
  - Finaliste de la Coupe de Belgique en 2018.

- Aston Villa
  - Finaliste de la Coupe de la Ligue anglaise en 2020.
- Fenerbahçe SK
  - Vice-champion de Turquie en 2022.
- PAOK Salonique
  - Champion de Grèce en 2024.

### Distinctions personnelles
- Meilleur buteur de la Ligue des champions africaine en 2015 (8 buts).
- Meilleur joueur évoluant en Afrique aux CAF Awards en 2015.
- Membre de l'équipe-type de l'année de la Confédération africaine de football en 2015.
- Soulier d'ébène belge en 2019.